# Episodi di Le amiche di mamma (quarta stagione)
La quarta stagione della serie televisiva Le amiche di mamma è stata pubblicata su Netflix il 14 dicembre 2018.
| nº | nº | Titolo originale    | Titolo italiano           | Prima TV USA     | Prima TV Italia  |
| -- | -- | ------------------- | ------------------------- | ---------------- | ---------------- |
| 45 | 1  | Oh My Santa         | Oh, acciderbolina!        | 14 dicembre 2018 | 14 dicembre 2018 |
| 46 | 2  | Big Night           | La grande sera            | 14 dicembre 2018 | 14 dicembre 2018 |
| 47 | 3  | A Sense of Purpose  | Motivazione               | 14 dicembre 2018 | 14 dicembre 2018 |
| 48 | 4  | Ghosted             | Bidonata                  | 14 dicembre 2018 | 14 dicembre 2018 |
| 49 | 5  | No Escape           | Senza via d'uscita        | 14 dicembre 2018 | 14 dicembre 2018 |
| 50 | 6  | Angels' Night Out   | Come Charlie's Angels     | 14 dicembre 2018 | 14 dicembre 2018 |
| 51 | 7  | President Fuller    | Il capoclasse Fuller      | 14 dicembre 2018 | 14 dicembre 2018 |
| 52 | 8  | Driving Mr. Jackson | A spasso con Jackson      | 14 dicembre 2018 | 14 dicembre 2018 |
| 53 | 9  | Perfect Sons        | Figli perfetti            | 14 dicembre 2018 | 14 dicembre 2018 |
| 54 | 10 | Golden-Toe Fuller   | Un Fuller dal piede d'oro | 14 dicembre 2018 | 14 dicembre 2018 |
| 55 | 11 | It's Always Open    | Sempre aperto             | 14 dicembre 2018 | 14 dicembre 2018 |
| 56 | 12 | The Prom            | Il ballo studentesco      | 14 dicembre 2018 | 14 dicembre 2018 |
| 57 | 13 | Opening Night       | La serata d'apertura      | 14 dicembre 2018 | 14 dicembre 2018 |